# Will you love me tomorrow
Will you love me tomorrow of Will you still love me tomorrow is een oorspronkelijk in 1960 door Gerry Goffin en Carole King geschreven lied.
De eerste die het opnam was Johnny Matthis, maar diens manager bij Columbia Records (Mitch Miller) zag er niets in. Het werd wel opgenomen door The Shirelles, die op hun beurt werden gevolgd door talrijke andere bekende artiesten, variërend van Pat Boone tot The Zombies en van Roberta Flack tot Amy Winehouse.
Tot op de dag van vandaag worden er covers gemaakt van dit nummer. Carole King nam het zelf pas in 1971 op voor haar album Tapestry. Voor Nederland deed Herman Brood in 1989 een duit in het zakje, op zijn album Hooks.

## The Shirelles
De eersten die het opnamen hadden ook het meeste succes. Ze haalden twee weken de eerste plaats in de Billboard Hot 100-lijst. Ze stonden 19 weken in die lijst. In het Verenigd Koninkrijk haalde het de vierde plaats in 15 weken notering.
Het had weinig gescheeld of ook The Shirelles hadden het geweigerd. De leadzangeres van The Shirelles Shirley Owens wilde het namelijk eerst niet zingen; ze vond het te countryachtig. Pas toen Luther Dixon er een strijkorkest achter zette, gaf Owens haar bezwaren op. Het bracht haar nog een primeur. Will you love me tomorrow is volgens de overlevering de eerste single ingezongen door alleen vrouwen, die de eerste plaats in de Amerikaanse hitlijst kreeg. Het kreeg daarbij wel een ban door enkele behoudende radiostations mee; zij vonden de tekst te erotisch. De regel "Can I believe the magic in your sighs" zal daar debet aan zijn geweest.

### NPO Radio 2 Top 2000
Will You Still Love Me Tomorrow stond alleen in 2000 in de NPO Radio 2 Top 2000, op plek 1914.

## Melanie
In 1974 bracht Melanie het nummer uit. Ook zij haalde de Amerikaanse en Britse hitparade met het lied. Ze kwam in de VS niet verder dan de 82e plaats en in Engeland de 37e (5 weken). In Nederland en België werd het geen succes. Overigens was de muziekproducent haar man. Het lied kwam niet voor op de Amerikaanse persing van haar elpee Madraguda, maar werd door het (kleine) succes in Engeland alsnog op de plaat bijgeperst.

## Bryan Ferry
In 1993 konden Goffin en King weer royalty's bijschrijven. In dit geval ging het om een uitgave van Bryan Ferry. Die haalde in Engeland in vijf weken de 23e plaats. Hij liet zich begeleiden door onder andere Robin Trower (gitaar) en Greg Phillinganes (synthesizers). Ook deze versie haalde de Nederlandse en Belgische hitparades niet.

## Amy Winehouse
Ook Amy Winehouse haalde de Britse hitlijsten met haar eigen versie, getiteld Will you still love me tomorrow (de volledige refreintekst). Ze stond één week op plaats 62, op 6 augustus 2011. Naast die Britse lijst haalde ze ook een behoorlijk aantal weken in de Belgische hitparade.

### BelgischeBRT Top 30
| Positie: | 22 | 17 | 14 | 12 | 11 | 12 | 13 | 17 | 20 | 24 | 25 | 29 | 30 | uit |

## Reacties
Er zijn twee vervolgliedjes bekend op de vraag Will you love me tomorrow. Bertell Dache zong al snel zijn antwoord Not just tomorrow, but always. Hij werd op de voet gevolgd door The Satintones met hun Tomorrow and always. Die laatste volgt de melodielijn van het oorspronkelijke lied. Zij meldden dit pas, toen er gedreigd werd met een rechtszaak omtrent de credits.